# Reillanne
 Reillanne  (en occitano Ralhana) es una población y comuna francesa, situada en la región de Provenza-Alpes-Costa Azul, departamento de Alpes de Alta Provenza, en el distrito de Forcalquier y cantón de Reillanne.

## Demografía
| 622 | 602 | 665 | 892 | 1197 | 1322 |
| Para los censos de 1962 a 1999 la población legal corresponde a la población sin duplicidades (Fuente: INSEE [Consultar]) |     |     |     |      |      |